# Farbror Blås nya båt (film)
Farbror Blås nya båt är en svensk familjefilm från 1968 i regi av Mille Schmidt. Filmen bygger på Elsa Beskows barnbok med samma namn från 1942 och i rollerna ses bland andra Håkan Westergren, Ingvar Axelsson och Eva Hassellöf.
Filmen bygger på sagan Farbror Blås nya båt av Elsa Beskow, utkommen på Albert Bonniers förlag 1942. Filmen spelades in i trakten av Mariefred efter ett manus av Gustaf Molander med Mille Schmidt som regissör och Karl-Erik Alberts som fotograf. Premiären ägde rum den 26 december 1968 på biograf Saga i Norrköping. Stockholmspremiären inföll den 10 februari 1969.

## Handling
Farbror Blå har införskaffat en roddbåt och tar med Petter, Lotta, tant Grön, tant Brun och tant Gredelin på en utflykt. De går iland på en holme och där gör Blå upp eld utan tändstickor och ger Petter en simlektion. Efter det tar man en middagslur, utom Petter och Lotta som ger sig ut på en roddtur. När de plockar näckrosor tappar de årorna i vattnet och båten börjar driva. De blir upptäckta av en vedskuta som tar båten på släp. Vedbåten är på väg till Storköping och skepparen vill utnyttja vindförhållandena som råder, varför Petter och Lotta måste följa med dit.
Tanterna upptäcker att barnen är borta och blir förskräckta. De blir lugnade av farbror Blå. Han ordnar nattläger på holmen. På morgonen väcks han av en ko och därefter går sällskapet till en väg där de möter en bonde som skjutsar dem till Lillköping. Oron för barnen växer, men ett brev från Petter och Lotta lugnar de vuxna. I brevet berättar de att de blivit omhändertagna av skeppare Karlsson och att de får hjälp att komma hem av dennes son Kalle.
Farbror Blå beger sig till Storköping för att finna barnen. Kalle, Petter och Lotta har ordnat en gårdskonsert för att tjäna ihop pengar till nya åror. Farbror Blå önskar ta med sig barnen, men åskådarna tror att han är ute efter att straffa dem och följer efter. Till slut räddar de sig ombord på skutan där de får sällskap av skepparen som seglar hem dem. Han ger barnen ett par nya åror som tack för deras insats. Farbror Blå köper den talande skeppspapegojan av Kalle och för pengarna köper han en kanot. Papegojan är tänkt som en namnsdagspresent till tant Grön och därför tränar farbror Blå den att säga "goddag Jeanette".

## Rollista
- Håkan Westergren – farbror Blå
- Ingvar Axelsson – Petter
- Eva Hassellöf – Lotta
- Berit Tancred – tant Grön
- Ittla Frodi – tant Brun
- Gun-Britt Falck – tant Gredelin
- Hans-Eric Stenborg – Karlsson, skeppare
- Ann-Marie Adamsson – skepparhustrun
- Pontus Gustafsson – Kalle, skepparpojke
- Sigge Fischer – postmästaren
- Arthur Fischer – polisen
- Margit Holmgren – Beata
- Åke Falck – berättare

## Musik
Folke Erbo specialkomponerade melodierna "Kalles gårdsmusik", "Kalles drömvisa" och "Kalles kajutvals" till filmen. Därutöver förekommer musikillustrationer i urval från 23 klassiska och moderna kompositörer, bland andra Bach, Haydn, Dvorak, Debussy och Villa-Lobos.

## Mottagande
Expressens Björn Vinberg tog med två pojkar till biografen och lät dem poängsätta filmen. Poängen blev 4/5 getingar. Svenska Dagbladets Lena Forslund var positivt inställd till filmen och kallade den "en klar familjesuccé". Hon menade att Molander gjort en skicklig tolkning av Beskows saga och att Schmidt "exakt träffar tonen" som regissör. I Dagens Nyheter recenserades filmen av Lennart Jönsson, som var desto mer negativ. Han skrev "Nedslående är den grunda psykologiska syn man här har på barn. Det må vara att Elsa Beskow skrev sina sagor på detta vis, men det hindrar inte att man idag måste kunna få bearbeta det hon skrev eller helt avstå från att ta upp sagorna på nytt." Han menade också att "Relationerna mellan människorna är dåligt underbyggda, sensualismen saknas nästan helt. Filmen är schablonartad, stagnerad, utan något förhållande till omvärlden."

## Utgivning
1998 utkom filmen på VHS och 2007 på DVD.